# Sven Sester

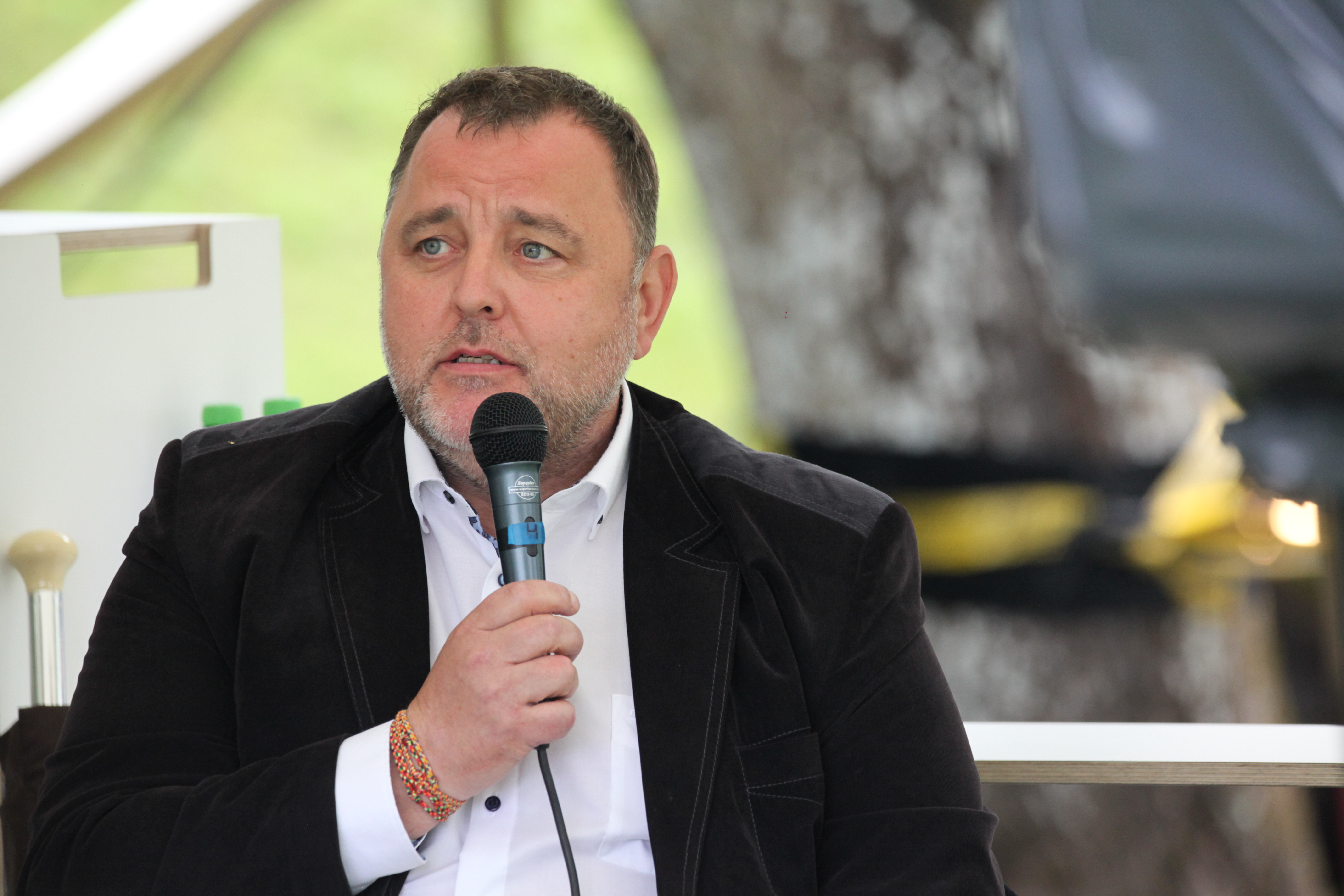
Sven Sester (2021)

Sven Sester est un homme politique estonien né le 14 juillet 1969 à Tallinn (Estonie). Il est ministre des Finances dans les gouvernements Rõivas II et Ratas I.